# マイクロメカニクス
マイクロメカニクスは、ニュートン力学の範囲で材料の微視構造（多相系、複合材料、合金）を数学的に解析する力学の分野。1958年の ジョン・D・エシェルビー による楕円球の介在物に関する応力解析の論文が原点と言われる。